# Lískovec u Frýdku-Místku
Lískovec u Frýdku-Místku (deutsch Leskowetz; polnisch Leskowiec, seltener Liskowiec; örtlich Lyskowjec) ist der nördlichste Ortsteil der Stadt Frýdek-Místek in Tschechien. Er liegt am rechten Ufer des Flusses Ostravice, ca. drei km nördlich des Stadtzentrums, innerhalb der historischen Landschaft Teschener Schlesien, sowie der Lachei.

## Geschichte
Im Liber fundationis episcopatus Vratislaviensis (Zehntregister des Bistums Breslau) aus den Jahren um 1305 wurde unter ungefähr siebzehn neuen Dörfern des 1290 gegründeten Herzogtums Teschen auch „Item in Holzmul“ erwähnt, das nach einigen Forschern der gleiche Ort war, der im Jahr 1450 als Leskowiecz erstmals urkundlich erwähnt wurde. Der Ortsname, ab dem 17. Jahrhundert abwechselnd auch Lyskowiec bzw. Liskowiec, ist abgeleitet von Haseln (tschechisch Líska, Teschener Mundarten lyska). Erst 1924 wurde die Form Lískovec (von Leskovec) administrativ dauerhaft eingeführt.
Das Dorf teilte immer die Geschichte mit der Stadt Friedek, mit der es 1450 von Boleslaus II. von Teschen an seine Ehefrau Anna Bielska († 1490) verliehen und 1573 aus dem Herzogtum Teschen als die Freie Minderherrschaft Friedek ausgegliedert wurde.

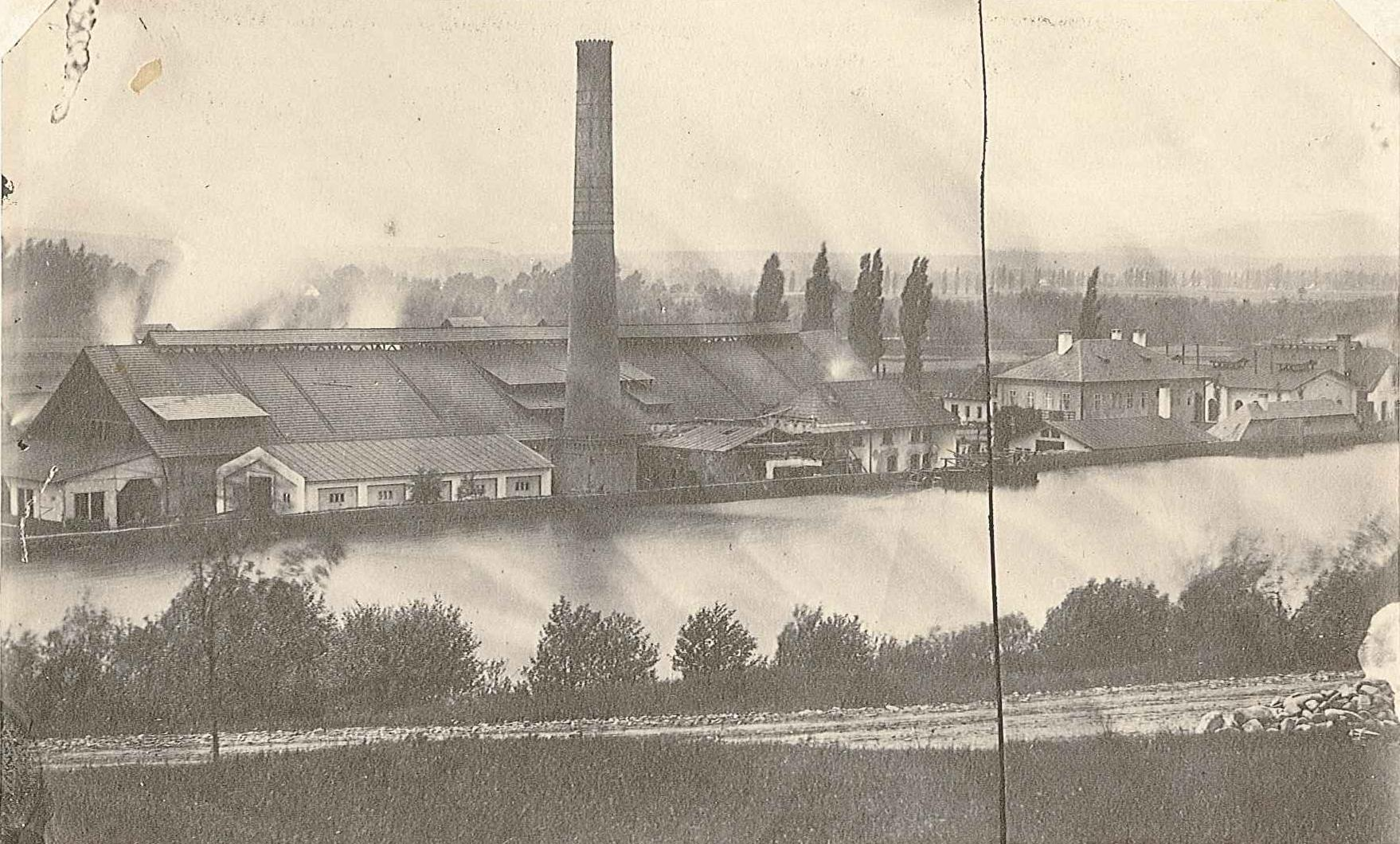
Carlshütte um 1865

In der Beschreibung Teschener Schlesiens von Reginald Kneifl im Jahr 1804 hatte Leskowitz 97 Häuser mit 450 Einwohnern schlesisch-mährischer Mundart, die eine gemauerte Filialkirche von Friedeck hatten. Nach der Aufhebung der Patrimonialherrschaften bildete es ab 1850 eine Gemeinde in Österreichisch-Schlesien, Gerichtsbezirk Friedek bis 1901 im Bezirk Teschen, dann im Bezirk Friedek. Zu dieser Zeit folgte die Industrialisierung, unter anderem dank der im Jahr 1833 durch die Teschener Kammer gegründeten Carlshütte (nach Karl von Österreich-Teschen benannt). 1871 wurde die Bahnstrecke Ostrava–Frýdek-Místek durch Lískovec eröffnet. Die Zahl der Einwohner stieg auf 997 im Jahr 1880, davon waren 855 (85,8 %) tschechischsprachig, 123 (12,3 %) deutschsprachig und 19 (1,9 %) polnischsprachig. In den 1870er und 1880er Jahren begann ein Zuzug Billigkräfte aus Galizien (1890 – 172 oder 12,9 % der Ortsbewohner, dann 367 oder 21,2 % im Jahr 1900). Ähnlich stieg der Anteil der Deutschsprachigen (bis 602 oder 38 % im Jahr 1900). Im frühen 20. Jahrhundert entflammte ein nationaler Konflikt zwischen Tschechen, Polen und Deutschen. Die tschechischen Aktivisten strebten an, den Trend des Rückgangs der tschechischen Bevölkerung zu stoppen (auf 813 oder 51,4 % in 1910). 1901 wurde aus dem Bezirk Teschen der Bezirk Friedek ausgegliedert, in dem tschechischsprachige (Oberostrauer Mundart) Römisch-Katholiken, die sich Lachen nannten, dominierten.
Nach dem Zusammenbruch Österreich-Ungarns Ende 1918 wurde Lískovec ein Teil der Tschechoslowakei. Ab 1939 im Protektorat Böhmen und Mähren. Es wurde 1943 während der deutschen Besetzung mit Frýdek-Místek vereinigt. Dies wurde 1949 von der Tschechoslowakei rückgängig gemacht. 1975 wurde es wieder nach Frýdek-Místek eingemeindet.

## Persönlichkeiten
- Viktor Uhlig (1857–1911), österreichischer Geologe und Paläontologe

## Weblinks

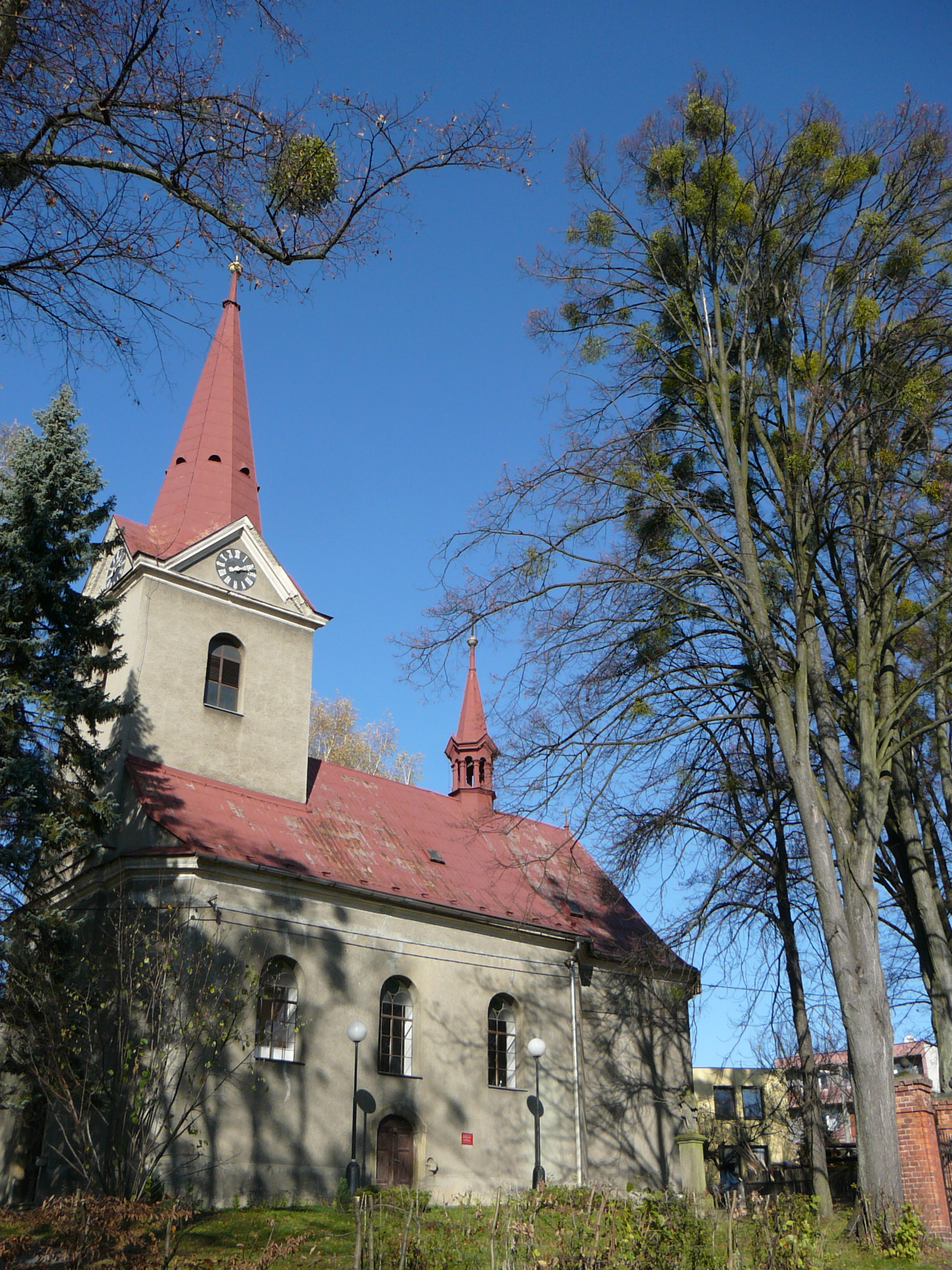
Ortskirche